# Аборты в Греции
Аборты в Греции были полностью легализованы с 1986 года, когда с 3 июля 1986 года вступил в силу закон 1609/1986. Аборты могут быть выполнены по требованию в больницах женщинам, срок беременности которых не превышает двенадцати недель. В случае изнасилования или инцеста аборт может произойти на сроке до девятнадцати недель, а в случае аномалий плода — до двадцати четырёх недель. В случае неизбежного риска для жизни беременной женщины или риска серьёзного и продолжительного ущерба её физическому или психическому здоровью прерывание беременности является законным в любое время до родов. Девочки в возрасте до 18 лет должны получить письменное разрешение от родителей или опекунов, прежде чем им будет разрешён аборт.
По состоянию на 2007 год показатель абортов составлял 7,2 аборта на 1000 женщин в возрасте 15–44 лет.